# Waldemar Nyström (1903–1957)
För konstnären Waldemar Nyström född 1864 se Waldemar Nyström
John Waldemar Nyström, född 25 januari 1903 i Ludvika församling i Kopparbergs län, död 22 november 1957 i Skarpnäcks församling i Stockholm, var en svensk konstnär och tecknare. 
Efter en tids anställning som ritare studerade han vid professor Richters konstskola i Dresden 1922–1923 och under ett antal studieresor till Frankrike, Spanien, Italien och Danmark. Separat ställde han bland annat ut på Galerie Moderne i Stockholm 1952 och i ett flertal svenska landsortsstäder. Han medverkade i samlingsutställningar arrangerade av Sveriges allmänna konstförening och Dalarnas konstförening. Hans konst består av porträtt, mariner, stadsbilder, landskap och genreartade motiv från resor i utlandet eller Sverige utförda i 
olja, pastell och akvarell. Han gjorde även serieteckningar och omslag till dags- och veckopress samt reklamillustrationer.
Han var gift med Maria Elisabet Nyström (1909–1987) och makarna är begravda på Ålems krykogård i Småland.